# サンティラーリオ・デッロ・イオーニオ
サンティラーリオ・デッロ・イオーニオ（イタリア語: Sant'Ilario dello Ionio）は、イタリア共和国カラブリア州レッジョ・カラブリア県にある、人口約1,400人の基礎自治体（コムーネ）。

## 地理

### 位置・広がり

#### 隣接コムーネ
隣接するコムーネは以下の通り。
- アントニミーナ
- アルドーレ
- チミナ
- ポルティリオーラ

## 行政

### 分離集落
サンティラーリオ・デッロ・イオーニオには、以下の分離集落（フラツィオーネ）がある。
- Condojanni, Marina di Sant'Ilario, Quarantano–Cardesi